# アスガー・ソーレンセン
- アスガー・セーレンセン

アスガー・ストムゴー・ソーレンセン（Asger Strømgaard Sørensen, 1996年6月5日 - ）は、デンマーク・中央ユラン地域シルケボー出身のサッカー選手。ACスパルタ・プラハ所属。ポジションはDF。

## クラブ経歴
2013年にFCミッティランのトップチームに昇格。公式戦出場がないまま2014年1月にレッドブル・ザルツブルクと契約。即傘下のFCリーフェリングに送られた。2013-14シーズンはチームIIで15試合に出場するも、以降トップチーム定着までなは至らず。
2017年7月7日、SSVヤーン・レーゲンスブルクへの2年間のローン移籍が発表。加入後は2部でのプレーながら先発に定着。2シーズンで52試合に出場。チームも5位、8位と安定した闘いを見せた。
2019年7月6日、1.FCニュルンベルクと2年契約を締結。加入1年目の2019-20シーズンはDFながら6ゴールを記録。2020-21シーズンもリーグ戦%1試合に出場し、新天地でも主力選手として定着した。
2022年7月20日、ACスパルタ・プラハに移籍した。

## 代表経歴
2011年から各ユース世代のデンマーク代表に随時招集。2016年にはリオデジャネイロオリンピックの代表候補に挙がるも、予備メンバー登録に終わり、本大会出場はならず。2019年にはU-21代表でUEFA U-21欧州選手権2019に出場した。